# Minerva gymnasium

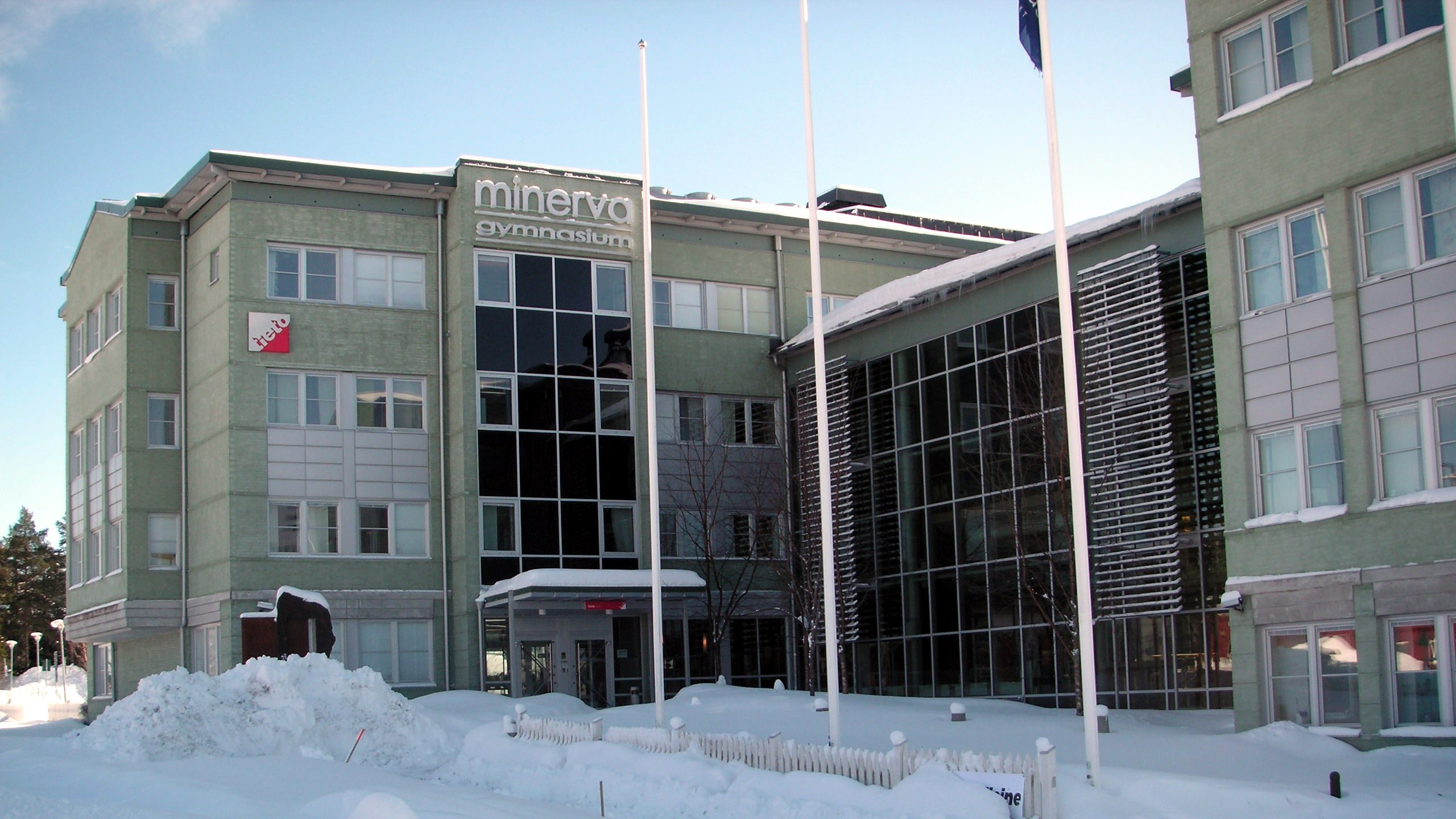
Minervagymnasiums tidigare lokaler på Ålidhöjd

Minerva gymnasium är en friskola i Umeå som grundades 2002. Skolan är belägen intill Campus Friidrottsområde i nära anslutning till universitetsområdet, Iksu Sport och företagsparken Uminova. Skolan ägs av Minervaskolan Umeå AB som även bedriver en grundskola i centrala Umeå, Minervaskolan.

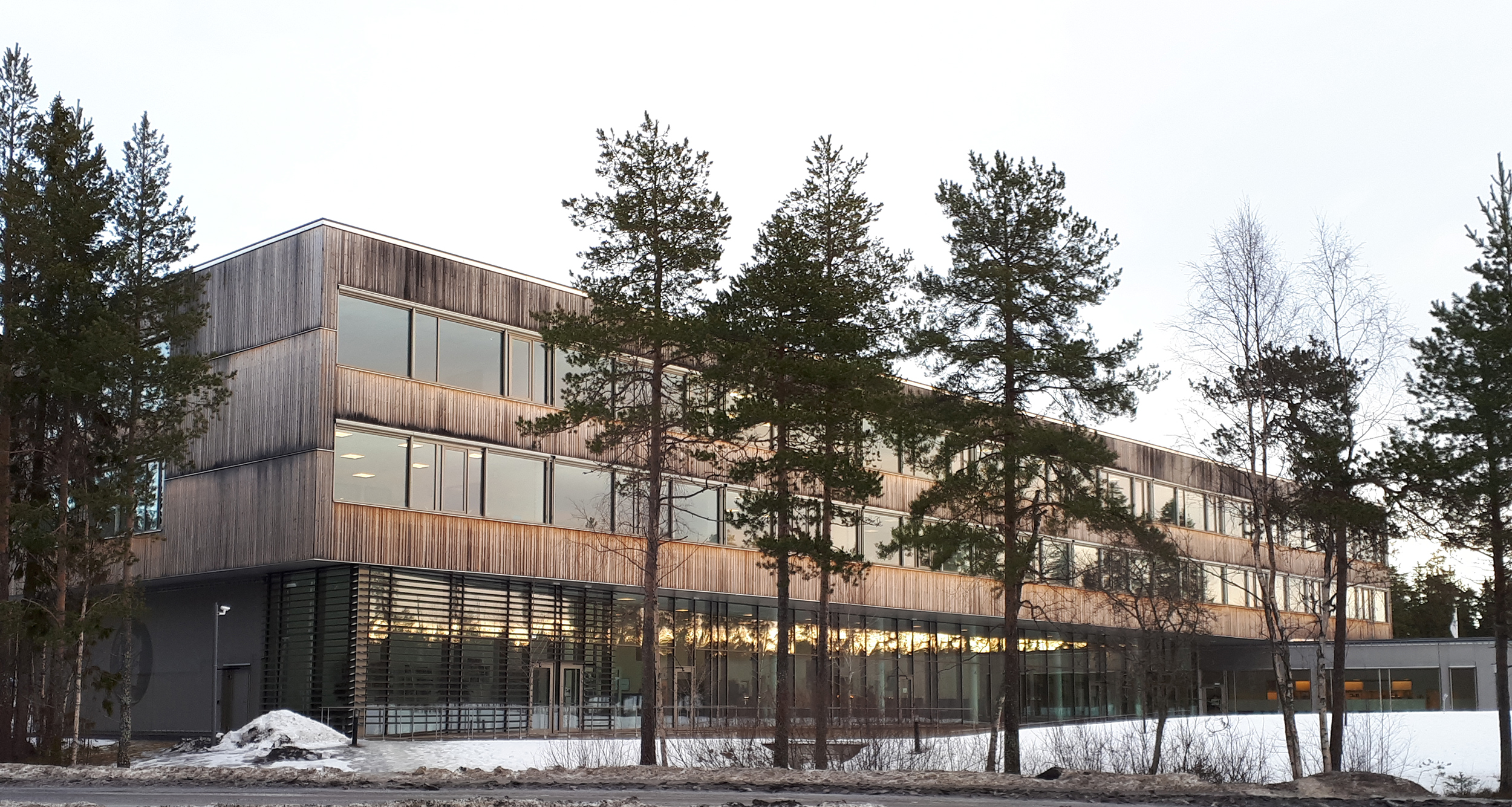
Minerva gymnasium på Glaciärgatan i Umeå.

Skolan har fyra program: Naturvetenskapsprogrammet, samhällsprogrammet, teknikprogrammet och ekonomiprogrammet. Den senare är ny för hösten 2011 och ersätter det tidigare entreprenörsprogrammet.

Ursprungligen bedrevs skolans verksamhet i gamla Folkskoleseminariet tillsammans med Minervaskolans grundskoleverksamhet och hade då enbart naturvetenskaplig inriktning och ett fyrtiotal elever fördelade på två klasser. Hösten 2005 flyttade inledningsvis första årskursen av gymnasieskolans verksamhet till Ålidhöjd där skolan delade lokaler med bland annat IT-konsultföretaget Tieto med gemensamma konferensutrymmen samt reception. Hösten 2006 flyttade även resterade gymnasieverksamhet till lokalerna på Ålidhöjd. 

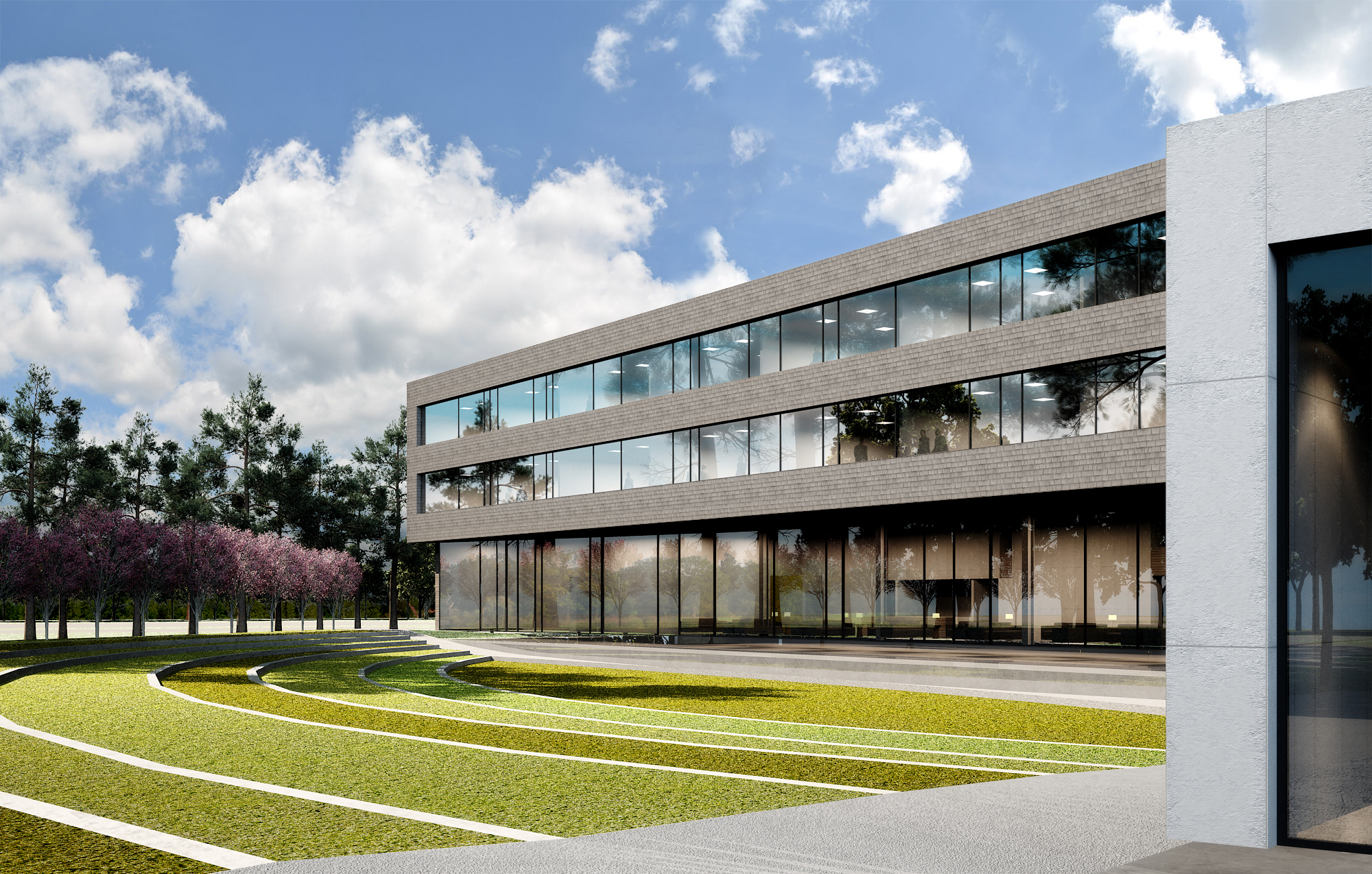
Rendering av den nya skolan (Sweco)

Våren 2015 påbörjades bygget av en ny skolbyggnad intill Campus Friidrottsområde. Byggnaden färdigställdes hösten 2016 och rymmer drygt 800 elever.

## Fotnoter
1. ↑  www.minervagymnasium.se
2. ↑  ”Kommuninfo - OBIZ Nr 3 2008, sidan 40, SKOLA  MODERN GYMNASIESKOLA Minervagymasiet i Umeå har mer g”. www.mypaper.se. http://www.mypaper.se/show/text.asp?pid=345184378365088&page=40. Läst 7 mars 2016.
3. ↑  Emma Klöfver (3 februari 2015). ”Minervaskolan bygger nytt gymnasium”. Folkbladet. Arkiverad från originalet den 10 mars 2016. https://web.archive.org/web/20160310220056/http://www.folkbladet.nu/1447450/minervaskolan-bygger-nytt-gymnasium. Läst 7 mars 2016.